# Conectivo (botânica)

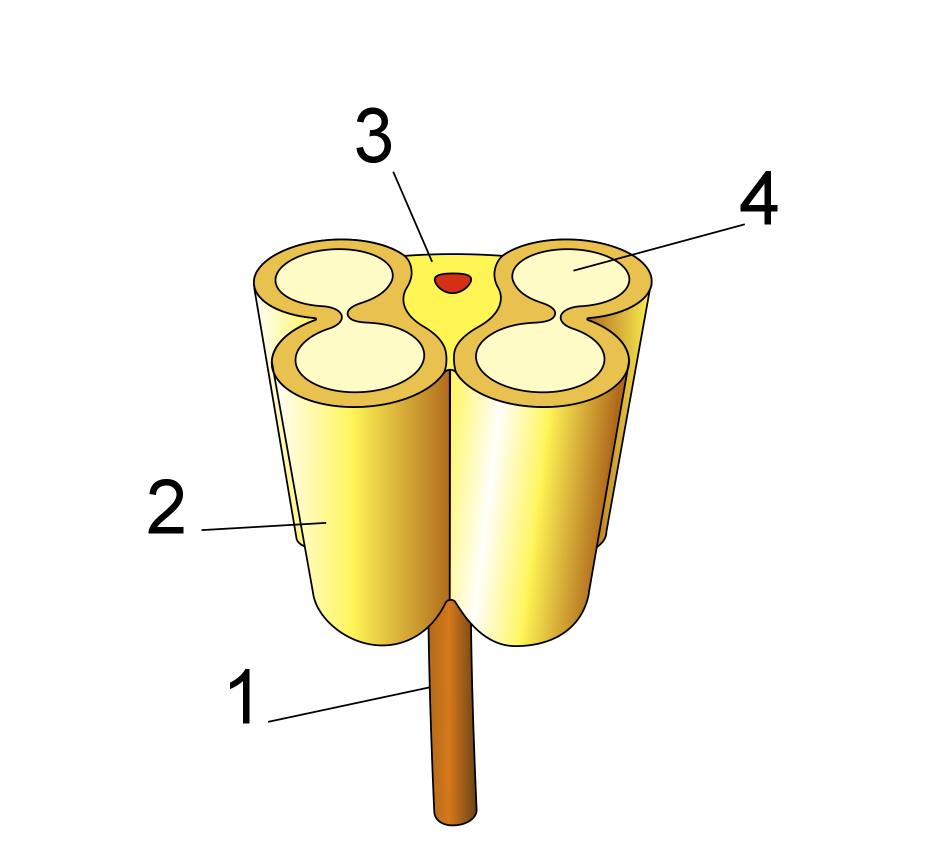
Diagrama de uma antera em secção transversal. 1: Filamento; 2: Teca; 3: Conectivo (os vasos condutores em vermelho); 4: Saco polínico (também chamado esporângio).

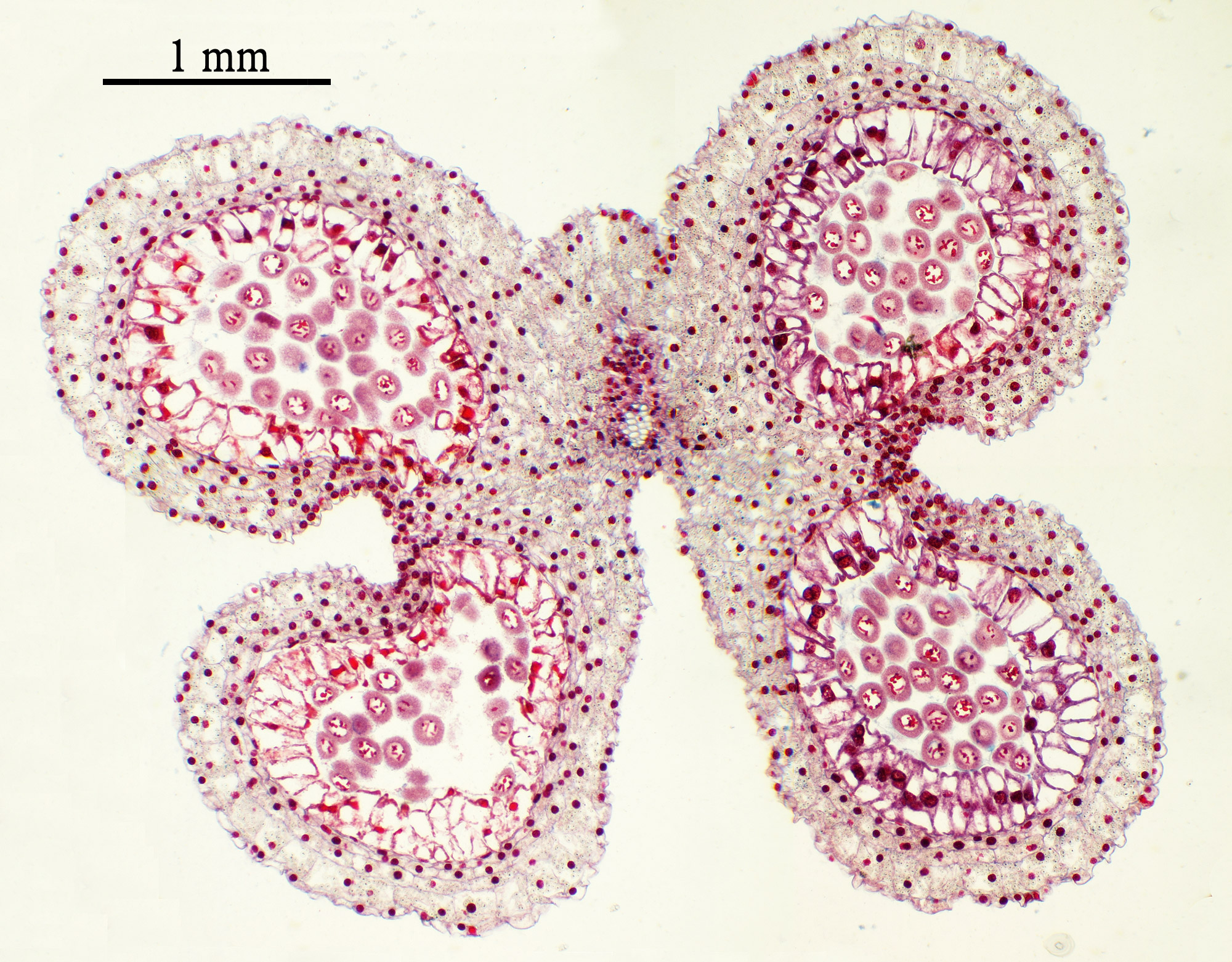
Secção transversal da antero de um lírio (o conectivo corresponde as zonas mais claras entre as tecas).

Conectivo é o termo utilizado em botânica pra adesignar a porção de tecido estéril da antera situado entre as tecas, que forma corpo com elas e as mantêm unidas. Em geral é uma estrutura pouco desenvolvido, com grande diversidade de formas, de tal maneira que as tecas se destacam amplamente do tecido circundante.

## Descrição
Em algumas angiospermas primitivas, todo o estame pode ser mais ou menos foliáceo e o conectivo pode atingir grande desenvolvimento, de modo a separar amplamente as tecas. Em alguns casos, o tecido apresenta apêndices de formas muito variadas e de importância sistemática (por exemplo nas Melastomataceae ou na subfamília Prostantheroideae).